# Quai de Wallonie
Le quai de Wallonie est une artère de Liège (Belgique) reliant le pont Atlas au pont Marexhe.

## Toponymie
Avant la fusion des communes du 1er janvier 1977, ce quai était nommé avenue Malvoz. Il prend à cette date le nom de quai de Wallonie, la région de Belgique où il se situe.

## Situation
Le quai de Wallonie est un des plus longs quais de la ville. Il a une longueur d'environ 1 340 m. Il suit la rive gauche de la Meuse sur une grande partie de sa longueur puis le canal Albert qui commence son trajet en direction d'Anvers. Sur la rive opposée, se trouve alors l'île Monsin et la statue du roi Albert Ier. La Meuse qui vient de recevoir la Dérivation mesure, au niveau du quai, une largeur maximale (pour la ville de Liège) de 217 m. 
Aucun bus ne passe par le quai mais de nombreux bus s'arrêtent Place de Coronmeuse située à proximité. Depuis 2017, une escale de la Navette Fluviale est installée sur le quai de Wallonie.

## Description
Il s'agit d'une voie rapide comprenant deux bandes de circulation automobile dans chaque sens ainsi que le RAVeL tracé entre deux rangées d'arbres.

## Activités
Ce quai ne possède aucune habitation particulière. Toutefois, il est bien connu pour être le cadre de plusieurs événements organisés à Liège :
- Le parc Astrid est un espace vert arboré accueillant le festival des Ardentes depuis 2006.
- Les halles des foires de Liège d'une superficie couverte de 14 000 m2 organisent chaque année plusieurs expositions (salon Vert Bleu Soleil, salon Habitat, Jardin Expo...)[2]
- La patinoire de Coronmeuse inaugurée en 1939 a fermé ses portes en 2011.

L'école fondamentale spécialisée Léona Platel se situe au no 3A.

## Voiries adjacentes
- Pont Atlas
- Avenue Maurice Denis
- Rue Ernest Solvay
- Pont Marexhe